# Даямані Барла
Даямані Барла — журналістка етносу адавасі і активістка з індійського штату Джаркханд. Вона стала відомою своєю активністю в протистоянні сталеливарному заводу Арселор Міттал в Східному Джаркханді, який, за словами активістів племен, знищить сорок сіл.
Барла отримала низку престижних нагород у галузі журналістики. Вона безуспішно балотувалася від виборчого округу Хунті Лок Сабха, Джаркханд на виборах 2014 року в Лок Сабха як кандидат від партії Аам Аадмі.

## Раннє життя
Даямані народився в родині у штаті Джаркханд на сході Індії. Її родина належала до племені Мунда (що належить в Індії до Адівасі). Батько Даямані, як і інші представники багатьох племен в регіоні, був обдуреним з його власності, оскільки він не вмів читати і не мав документів, щоб підтвердити свої права на землю. Тому її батько став слугою в одному місті, а мати — служницею в іншому. Барла залишився в школі в Джаркханді, але працювала поденницею на фермах з 5-го по 7-й класи. Щоб продовжити освіту в середній школі й оплачувати свій шлях до університету, вона переїхала в Ранчі і працювала покоївкою. Щоб продовжити освіту в журналістиці, вона іноді спала на вокзалах.

## Кар'єра
Барла працює в популярній газеті Prabhat Khabar, що друкується мовою гінді. Її публікації охоплюють проблеми, з якими стикаються люди Мунда та інші племінні спільноти в регіоні Джаркханд. Вона є національною президентом Індійського форуму соціальних дій INSAF [Архівовано 5 квітня 2022 у Wayback Machine.]. Кілька років її журналістську роботу підтримувала невелика стипендія Асоціації розвитку Індії (AID). Барла володіє та керує чайним магазином, який ефективно фінансово підтримує її журналістську та громадську активність. Свій бізнес вона обрала свідомо, оскільки чайні в Індії — це місця, де обговорюються соціальні питання.

## Активізм
Регіон Джаркханд багатий на природні ресурси, і багато державних і приватних компаній виділили землю для будівництва ряду заводів з видобутку природних ресурсів. Незважаючи на те, що племена та їх люди повинні отримати компенсацію, багато активістів стверджують, що спільноти не отримують належних виплат. Arcelor Mittal хоче інвестувати 8,79 мільярда доларів США у створення одного з найбільших у світі сталеливарних заводів у цьому районі. Для проекту зі сталеварного заводу та нової електростанції Greenfield потрібно 12 000 акрів (49 км2) землі. За словами Барли, це витіснило б із землі сорок племінних сіл. Барла та її організація Adivaasi, Moolvaasi, Astitva Raksha Manch (Форум для захисту ідентичності племен і корінних народів) — стверджують, що окрім масового переміщення в цьому районі, проєкт знищить ліси. Це також вплине на джерела води та екосистеми, загрожуючи тим самим навколишньому середовищу та самому джерелу проживання для корінних народів. Arcelor Mittal, зі свого боку, каже, що не хоче захоплювати землі місцевих жителів, оскільки готовий вести переговори з усіма зацікавленими сторонами. Але Барла заперечує, що родові громади, що живуть натуральним господарством не переживуть відчуження від рідної землі і їм не можна компенсувати таку втрату.

## Нагороди
За сільську журналістику Барла виграла премію Counter Media Award в 2000 році і стипендію Національного фонду Індії в 2004 році. Counter Media Award фінансується за рахунок гонорарів з книги журналіста П. Сайната «Всі люблять гарну посуху» і призначена для сільських журналістів в Індії, чию (часто видатну) роботу ігнорує чи навіть привласнює велика преса на державному чи національному рівні. У 2013 році вона була нагороджена премією Еллен Л. Лутц, заснованою міжнародною неурядовою організацією Cultural Survival.